# Hoplisa
Hoplisa är ett släkte av fjärilar. Hoplisa ingår i familjen Crambidae.
Kladogram enligt Catalogue of Life:
| Hoplisa | \| \| Hoplisa soricalis \| \| \| \| \| \| Hoplisa xipharesalis \| \| \| \| |
|         | \| \| Hoplisa soricalis \| \| \| \| \| \| Hoplisa xipharesalis \| \| \| \| |
|         | Hoplisa soricalis                                                          |
|         |                                                                            |
|         | Hoplisa xipharesalis                                                       |
|         |                                                                            |